# Europese weg 848
De Europese Weg 848 of E848 is een weg die uitsluitend door Italië loopt.
Deze weg van 37 km vormt een verbindingsweg tussen de E45 (A2) nabij Lamezia Terme en de E90 (SS106) bij Catanzaro. De weg begint bij de SS18 als de SS280 en gaat met zijn geheel. Bij Catanzaro gaat de E848 met zijn laatste kilometers als de SS19quater.